# Festival international d'orgue de St Albans
Le Festival international d'orgue de St Albans a été créé en 1963. Il se tient tous les deux ans dans la cathédrale Saint-Alban de St Albans, en Grande-Bretagne. Il consiste en une série de concerts, et en deux concours de renommée internationale : le concours international d'interprétation de Saint Albans, et le concours international d'Improvisation à l'orgue de Saint Albans.

## Description
Pour le concours, les candidats jouent sur le grand orgue de la cathédrale de St Albans
En 2013, le festival a fêté son cinquantenaire.
En ces cinquante ans, quelques français ont été couronnés à ces concours.
Parmi les lauréats du concours international d'interprétation de Saint Albans, il y a deux français:
- Danielle Gullo, en 1967.
- Gabriel Marghieri, en 1993.

Parmi les lauréats du concours international d'improvisation de Saint Albans, il y a six français :
- André Isoir, en 1964.
- Naji Hakim, en 1983.
- Marie-Bernadette Dufourcet-Hakim, en 1985.
- Jean-Baptiste Dupont, en 2009.
- Paul Goussot, en 2011.
- David Cassan, en 2015.